# Martina Uhr
Martina Uhr (* 26. März 1961 in Konstanz) ist eine deutsche Politikerin (AfD). Bei der Bundestagswahl 2025 kandidierte sie im Wahlkreis 25 Unterems und zog über Platz 13 der niedersächsischen Landesliste in den 21. Deutschen Bundestag ein.

## Leben
Eigenen Angaben zufolge erwarb Uhr 1977 die Mittlere Reife und anschließend bis 1979 den Abschluss zur Medizinischen Fachkraft. Sie wechselte in die freie Wirtschaft in ein deutsches pharmazeutisches Forschungsunternehmen und 2009 in ein pharmazeutisches Forschungsunternehmen in der Schweiz.
2017 trat Uhr in die Partei Alternative für Deutschland ein und war seitdem bis einschließlich zur Bundestagswahl 2025 durchgehend Delegierte für Landes- und Bundesparteitage sowie EU-Wahlparteitage. Seitens der Rheiderland-Zeitung wurde sie nach ihrer Nominierung Ende September 2024 als „politisch bisher weitgehend unbekannte Frau“ bezeichnet.
Sie wohnt in Nordhorn.